# Swiss Orchestra
Das Swiss Orchestra ist ein Sinfonieorchester, das 2019 in der Tonhalle Zürich debütierte. Programmatischer Schwerpunkt des Orchesters ist Schweizer Sinfonik, insbesondere der Klassik und Romantik. Seit 2022 ist das Swiss Orchestra das Residenzorchester der Andermatt Konzerthalle und bestreitet einen Grossteil des sinfonischen Programms von Andermatt Music.

## Organisation und Profil
Das Swiss Orchestra setzt sich aus 50 Berufsmusikern im Alter zwischen 25 und 45 Jahren zusammen. Als Trägerin fungiert die 2018 gegründete und in Basel ansässige «Swiss Orchestra Gesellschaft». Das Swiss Orchestra agiert landesweit und deckt sämtliche vier Sprachregionen der Schweiz ab. Thematischer Schwerpunkt des Orchesters ist die Wiederentdeckung klassischer und romantischer Werke von Schweizer Sinfonikern. Geleitet wird das Swiss Orchestra seit dessen Gründung von Lena-Lisa Wüstendörfer.

## Projekte
Die Eröffnungstour mit Werken von Jean Baptiste Edouard Dupuy, Hans Huber, Ludwig van Beethoven und Wolfgang Amadeus Mozart führte das Orchester 2019 in die Tonhalle Zürich, das Casino Bern, die Tonhalle St. Gallen und die Victoria Hall Genf.
Über die 2020 erschienene Debüt-CD schrieb Jan Krobot im OnlineMerker: «Es ist dem Swiss Orchestra und seiner Gründerin Lena-Lisa Wüstendörfer gelungen, zwei wahre Perlen aus der noch reich gefüllten Schatzkammer der Schweizer Sinfonik zu heben.»

## Diskographie
- Franz Xaver Dominik Stalder: Sinfonie Es-Dur, Édouard Du Puy: Ouvertüre zu «Jugend und Leichtsinn», Franz Xaver Schnyder von Wartensee: Ouvertüre c-Moll, Hans Huber: Serenade No. 2 «Winternächte», George Templeton Strong: Suite Nr. 3 «Le livre d'images», Hermann Suter: Violinkonzert A-Dur op. 23, Paul Huber: Konzert für Hackbrett und Streichorchester. Michael Barenboim (Violine), Christoph Pfändler (Hackbrett), Swiss Orchestra, Lena-Lisa Wüstendörfer (Leitung). Prospero (PROSP0090).
- Joachim Raff: Traumkönig und sein Lieb, op. 66, August Walter: Sinfonie Es-Dur, op. 9. (Ersteinspielungen). Marie-Claude Chappuis (Mezzosopran), Swiss Orchestra, Lena-Lisa Wüstendörfer (Leitung). Schweizer Fonogramm.
- Hans Huber: Serenade No. 2 «Winternächte». Swiss Orchestra, Lena-Lisa Wüstendörfer (Leitung). Prospero (PROSP70956).
- Wolfgang Amadeus Mozart: Serenade KV 525, Eine kleine Nachtmusik. Prospero (PROSP84090).